# Karl Kumpmann
Karl Kumpmann (* 5. Oktober 1913 in Haspe; † 12. Mai 2006) war ein deutscher Hürdenläufer, der sich auf die 110-Meter-Distanz spezialisiert hatte.

## Leben
Kumpmann war ab 1925 als Turner beim TV Jahn Westerbauer aktiv. 1934 wurde er Westfalenmeister im 110-Meter-Hürdenlauf, 1935 dann Fünfter bei den Deutschen Meisterschaften. Im selben Jahr wechselte zum ASV Köln, er verpasste im Endlauf bei den Deutschen Meisterschaften die Qualifikation für die Olympischen Spiele 1936. Bei den Leichtathletik-Europameisterschaften 1938 in Paris wurde er Fünfter. Im selben Jahr 1938 und 1939 wurde er Deutscher Meister. Seine persönliche Bestzeit von 14,5 s stellte er am 24. Juli 1939 in Köln auf. 
1939 wechselte Kumpmann zum DSC Hagen. Mit Beginn des Zweiten Weltkriegs wurde Kumpmann zum Kriegsdienst einberufen, 1940 und 1942 wurde er in Frankreich schwer verwundet. 
Beruflich war Kumpmann Prokurist bei der Firma Brandt. 